# Японский (остров)
Японский остров (англ. Japonski Island, яп. ヤポンスキー島) — небольшой остров в Архипелаге Александра на юго-востоке штата Аляска, США. Находится в канале Ситка и в административном отношении является частью боро Ситка.
Название острову дали российские поселенцы, увидевшие нескольких японских рыбаков, застрявших на острове в 1805 году. В 1806 году японцев отправили на Хоккайдо.
Японский остров соединён с островом Баранова и, соответственно, с Ситкой мостом Джона О’Коннелла. До строительства моста существовала паромная переправа, аналогичная той, которая существует и сейчас в Кетчикане.
На острове располагается аэропорт Ситка Рокки-Гутьеррес, филиал Юго-восточного университета Аляски, школа Маунт-Эджкумб — государственная школа-интернат для сельских жителей Аляски, индейская служба здравоохранения, областная больница SEARHC, авиационная база береговой охраны США. 
Население острова — 269 человек, по данным переписи 2000 года. Административно к Японскому относится множество мелких островов (Вырубленный, Соседний, Кирюшкин (Кирашкин), Мохнатый и многие другие). Общая площадь островов составляет 1467 км².